# Кодзима (залив)
Залив Кодзима (яп. 児島湾 кодзима-ван) — залив на севере Внутреннего Японского моря, расположен в префектуре Окаяма. В залив впадают реки Асахи и Ёсии и канал Хяккэн.
Залив представляет собой мелкий водоём, вдающийся в побережье Хонсю между равниной Окаяма и гористым полуостровом Кодзима.
Объём залива составляет 50 млн м³, площадь — 15 км², длина — 11 км, ширина — 0,7-2,3 км. Глубина залива в южной части составляет около 10 м, в северной — около 1 м, средняя глубина — 4 м.
Амплитуда сизигийного прилива составляет 1,34 м.
География залива и окружающих земель претерпели в исторический период значительные изменения. В старину окружающие залив холмы были прибрежными островами, даже в XII веке нынешний полуостров Кодзима являлся островом, отделённый от Хонсю проливом. Постепенно наносы впадавших в залив рек накапливались в нём, привели к его обмелению и сократили его площадь. Больше всего наносов несла Ёсии, меньше всего береговая линия менялась около устья Асахи. Так образовалась прибрежная аллювиальная равнина, вдоль которой люди осушили значительную территорию, ещё более сузив залив. С начала XVII по начало XX века береговая линия сдвигалась в сторону залива со средней скоростью 1 км за 42 года. Вдоль полуострова Кодзима сильное течение не позволяло наносам оседать, поэтому в той части залива земли не осушали. С середины XVI по начало XX века таким образом было осушено около 18 тыс. акров прибрежной территории. В начале эпохи Мэйдзи площадь залива составляла около 7000 га, но в результате человеческой активности сократилась до 2500 га.
С расширением сельскохозяйственных угодий стала ощущаться нехватка пресной воды. Для предотвращения проникновения в устье солёной воды в 1956—1959 годах западную часть залива отгородили от моря дамбой длиной в 1558 м. Получившееся водохранилище получило название Кодзима-ко (яп. 児島湖, озеро Кодзима). Оно имеет площадь 10,9 км² и среднюю глубину 1,8 м. Водохранилище сообщается с заливом через шлюз в центральной части дамбы, который открывают, когда уровень воды в водохранилище превышает 80 см в сезон полива и 50 см в остальное время. Водохранилище снабжает водой для ирригации 5.140 га рисовых полей. Рост населения в данном регионе привёл к его загрязнению, до 80 % загрязняющих веществ попадают в водохранилище через муниципальные сточные воды.
Измерения, проведённые в заливе в августе 1973 года показали, что кислотность вод залива колебалась в пределах 7,9-9,2; концентрация аммония составила 0,02-0,86 ppm N; концентрация фосфата не превышала 0,01 ppm P. Прозрачность воды составила 0,9-1,7 м; видимость составила 24,0 — более 30 см.